# Несяев, Александр Гаврилович
Александр Гаврилович Несяев (род. 16 октября 1960) — советский и российский мастер-наездник, бригадир 8-го тренотделения Центрального Московского ипподрома, мастер-наездник международного класса. Один из сильнейших мастеров-наездников Центрального Московского ипподрома.

## Биография
Уроженец Пензы. В возрасте 15 лет пытался стать жокеем, но не был принят из-за высокого роста в 180 см. Прошёл обучение в школе наездников в селе Хреновом по приглашению директора Первого Московского конного завода Б. Д. Завильгельского. Начал выступать на Центральном Московском ипподроме с 4 августа 1978 года. Был помощником у мастеров Е. Н. Калалы, А. С. Козлова и А. П. Лауги.
Свою первую победу он одержал в 1977 году на Пензенском областном ипподроме на жеребце Иприте (от Прогона и Игры), пройдя дистанцию на 800-метровой дорожке за «тихие», по его оценке, секунды (3.05). В 1989 году выиграл Чемпионат молодых наездников и был включён в состав советской делегации, которая посетила США и Канаду в 1990 году. Там он принял участие в 24 заездах, выиграв из них 4: поездка оказала серьёзное влияние на рост мастерства Несяева. В 1993 года Александр Гаврилович стал бригадиром тренотделения, с 1994 года работает с лошадьми коневладельцев В. И. Зыкова и Ю. Я. Есина. Звание мастера-наездника получил в 1994 году.
В 1995 году он стал победителем Большого Всероссийского приза в Рысистом дерби Москвы с гнедой локотской кобылой Чаркой, показав результат 2.04,7. В 2003 году повторил успех в Рысистом дерби, одержал победу с рысаком Сильвестром (2.03,4). В дальнейшем Александр Гаврилович неоднократно участвовал в заездах в Австрии, Финляндии, Германии и Франции. Неоднократный победитель призов Гибрида и Элиты, а также ряда международных турниров (в том числе матчевых встреч Франция-Россия). Достаточно долгое время выступал с жеребцом орловской рысистой породы по кличке Жетон, с которым по состоянию на 2016 год за 5 лет выходил 44 раза и выиграл 21 заезд.
Летом 2015 года во время соревнований «Дни Франции в России», проходивших на ЦМИ, Несяев дал короткое видеоинтервью журналисту, которое позже стало крайне популярным в Рунете. На вопрос о том, была ли у участника какая-либо тактика, которой он придерживался, Несяев лаконично и иронично ответил: «С самого начала у меня была какая-то тактика, и я её придерживался». Позже Несяев объяснил, что в тот день он был «немного расстроенный и напряженный», поэтому и ответил в такой манере, на его взгляд, неопытному журналисту.
12 марта 2020 года Несяеву было присвоено звание мастера-наездника международного класса. В 2024 году Несяев выиграл Приз Барса с рысаком по кличке Замах АС, который разыгрывался на Раменском ипподроме. Это был третий приз Барса на Раменской дорожке, выигранный Несяевым, но первый в статусе Всероссийского приза.

## Достижения
- Победитель Большого Всероссийского приза в Рысистом дерби: 1995 (Чарка)[6], 2003 (Сильвестр)[2]
- Победитель Приза Элиты: 1999 (Вызов), 2012, 2013 (оба — Версаль)[2]
- Победитель Приза Гибрида: 1995 (Лемур), 1996 (Асмарал), 1997 (Дисней), 2000 (Пресс), 2006 (Милорд)[2]
- Лауреат двух международных призов Ювяскуля: 1998[1]
- Лауреат международных призов в Мариендорфе: 2010, 2011[1]
- Победитель матчевых встреч Россия-Франция[1]
- Победитель Всероссийского Приза Барса: 2024 (Замах АС)[9]